# رؤیای عشق
رؤیای عشق (انگلیسی: Dream of Love) یک فیلم صامت در سبک زندگینامه‌ای و درام به کارگردانی فرد نیبلو است که در سال ۱۹۲۸ منتشر شد.

## بازیگران
- جوآن کراوفورد
- نیلس آستر
- آیلین پرینگل
- وارنر اولاند
- کرمل مایرز
- هری مایرز